# Lauren Boebert
Lauren Opal Boebert, nata Roberts (Altamonte Springs, 19 dicembre 1986), è un'imprenditrice e politica statunitense, membro del Partito Repubblicano e attivista per la difesa dei diritti delle armi, è la rappresentante della Camera dei Rappresentanti per lo stato del Colorado dal 2021 dopo aver sconfitto inaspettatamente il presidente in carica Scott Tipton alle primarie e aver vinto le elezioni generali contro la candidata democratica Diane Mitsch Bush, ex rappresentante dello stato. Presidente al Congresso del Freedom Caucus di destra, è stata rieletta nel 2022 con uno stretto margine di 546 voti contro l'ex membro del consiglio comunale di Aspen Adam Frisch.
Dal 2013 al 2022 è stata proprietaria dello Shooters Grill, un ristorante a Rifle, in Colorado, dove i membri del personale erano incoraggiati a portare apertamente armi da fuoco. Sostenitrice di Donald Trump, ne appoggia le affermazioni secondo cui le elezioni presidenziali 2020 gli sarebbero state rubate e ha votato per ribaltarne i risultati durante il conteggio dei voti del collegio elettorale.
È accusata di sostenere la teoria del complotto QAnon e alcune fonti accademiche e giornalistiche hanno indagato sui suoi legami con l'estremismo di destra. Si oppone alla transizione verso l’energia verde, all'obbligo di indossare mascherine COVID-19 e all’obbligo vaccinale, aborto, educazione sessuale, chirurgia di affermazione di genere per i minori e matrimonio tra persone dello stesso sesso. Sostiene una politica estera isolazionista, ma è favorevole a legami più stretti con Israele per ragioni religiose. Boebert, che si autodefinisce cristiana rinata, ha affermato di essere "stanca di questa spazzatura della separazione tra chiesa e stato" e ha sostenuto un maggiore potere e influenza della chiesa nel processo decisionale del governo.

## Biografia
Nata ad Altamonte Springs, in Florida, Boebert si trasferì quando aveva 12 anni in Colorado, prima a Denver, quindi ad Aurora e infine a Rifle nel 2003. Entrambi i genitori di Lauren votavano per il Partito Democratico. Lasciò la scuola l'ultimo anno di liceo perché incinta del primo figlio e in seguito (nel 2020) conseguì un GED.
Boebert ha iniziato a lavorare come assistente manager presso un McDonald's a Rifle. In seguito dirà che quel lavoro da McDonald's ha cambiato le sue opinioni sulla necessità dell'assistenza del governo. Dopo essersi sposata nel 2007, ha ottenuto un impiego in una società di perforazioni per l'estrazione di gas naturale, diventando poi pipeliner, membro di un team che costruisce e mantiene condutture e stazioni di pompaggio. Ha avviato Boebert Consulting nel 2012, ricevendo 460.000 dollari nel 2019 e 478.000 dollari nel 2020 come consulente per Terra Energy, un grande produttore di gas naturale nel Colorado. 

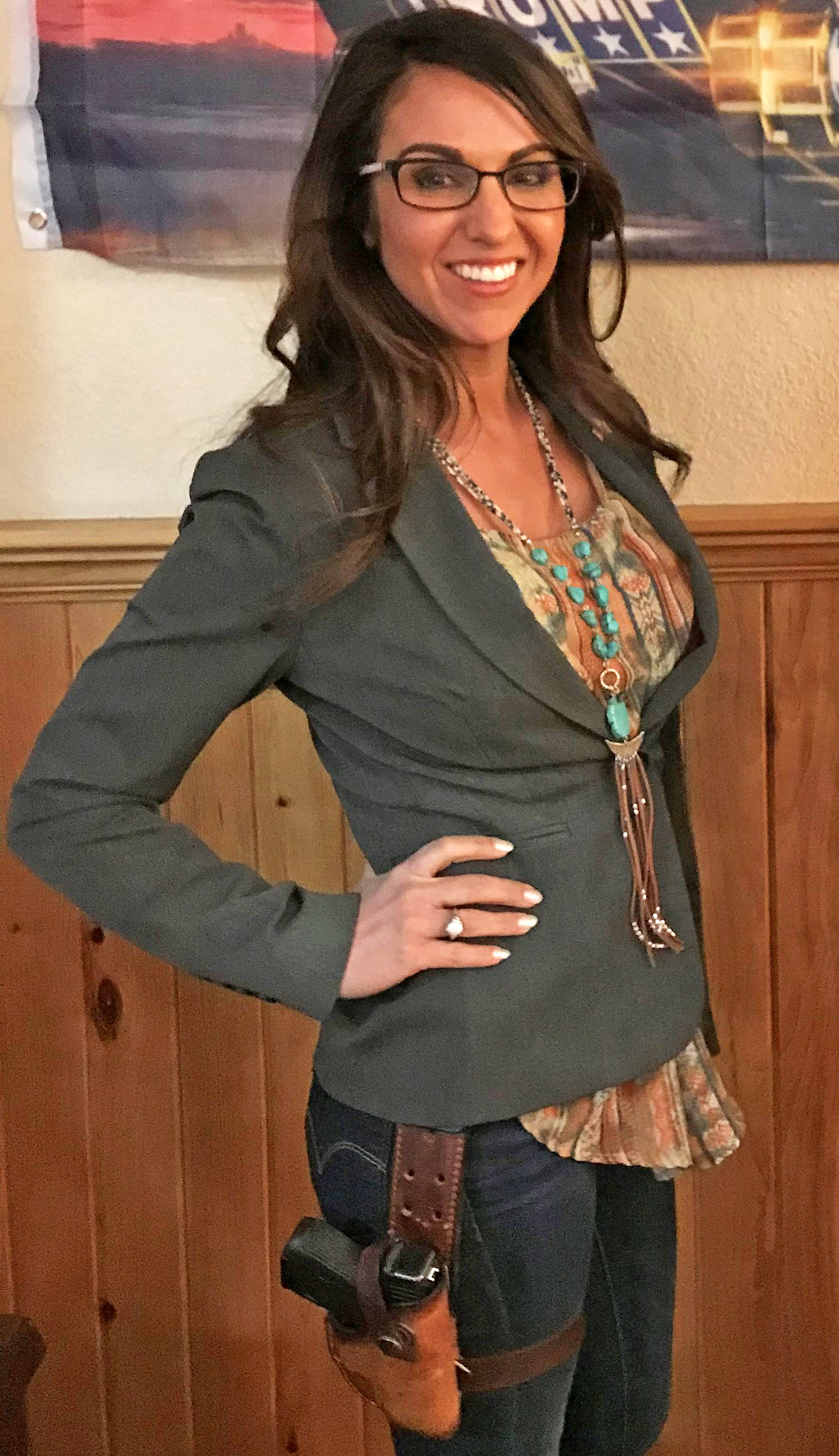
Boebert a Shooters Grill

### Proprietà e gestione del ristoranteShooters Grill
Nel 2013, insieme al marito Jayson, aprì il ristorante Shooters Grill a ovest di Glenwood Springs, in Colorado, in cui si incoraggiavano i camerieri a portare con sé armi da fuoco. Tale scelta era stata motivata da un presunto pestaggio avvenuto davanti al ristorante (in realtà, com'è stato successivamente appurato, un caso di morte per overdose di metanfetamine).
Negli anni seguenti la coppia aprì altri due locali: Smokehouse 1776 (poi chiuso), proprio di fronte allo Shooters Grill, e il ristorante Putters sul Rifle Creek Golf Course (venduto nel 2016).
Durante la pandemia di COVID-19, secondo il quotidiano The Guardian, Lauren Boebert protestò a gran voce contro le ordinanze con cui il governatore dello Stato, il democratico Jared Polis, imponeva la chiusura delle attività per combattere la pandemia di coronavirus. A metà maggio 2020, durante la pandemia, riaprì lo Shooter Grill per gli orari di cena, violando il lockdown; la contea di Garfield le ritirò temporaneamente la licenza per il locale. Per protestare contro quella decisione, il giorno dopo la Boebert spostò i tavoli fuori dal locale, sul marciapiede e nei parcheggi.
Shooters Grill ha chiuso nel luglio 2022, in seguito alla decisione da parte del nuovo proprietario dell'edificio di non rinnovare il contratto di locazione.
Secondo le dichiarazioni dei redditi presentate al Congresso, Shooters Grill ha chiuso in perdita per $143.000 l'esercizio 2019 e per $226.000 quello del 2020.

### Rappresentante della Camera del Congresso degli Stati Uniti
Entrata in politica con il Partito Repubblicano, nel 2020 si candidò alla Camera dei Rappresentanti e nelle primarie riuscì a sconfiggere il deputato Scott Tipton, in carica da dieci anni. Nello stato del Colorado un deputato in carica non veniva battuto nelle primarie da quarantotto anni. Nelle elezioni generali, Boebert sconfisse di misura la candidata democratica Diane Mitsch Bush e divenne deputata.
Durante la campagna elettorale espresse il suo sostegno a QAnon, una teoria del complotto di estrema destra, ma in seguito ne prese le distanze affermando di non esserne una seguace.

## Vita privata
Nel 2005 ha sposato Jayson Steven Boebert, originario di Silt, in Colorado. Prima di avviare la loro attività, il marito di Boebert lavorava nei giacimenti di petrolio e gas. Hanno quattro figli. Nel maggio 2023 Boebert ha annunciato di aver chiesto il divorzio dal marito citando "differenze inconciliabili".
È oggetto di molteplici denunce per il suo comportamento aggressivo e “dimentica” in più occasioni di comparire davanti al giudice. Nel 2016 è stata citata in tribunale per guida pericolosa di un veicolo, ma non si è presentata all'udienza. Arrestata, è stata rilasciata su cauzione.